# Eleições legislativas de 2019 na Guarda

## Resultados Oficiais
| Partido                 | Partido                              | Votos  | %               | +/-   |
| ----------------------- | ------------------------------------ | ------ | --------------- | ----- |
|                         | Partido Socialista                   | 7 762  | 36,14 / 100,00  | 2,31  |
|                         | Partido Social Democrata             | 6 898  | 32,12 / 100,00  | -     |
|                         | Bloco de Esquerda                    | 2 314  | 10,77 / 100,00  | 0,54  |
|                         | CDS – Partido Popular                | 1 022  | 4,76 / 100,00   | -     |
|                         | CDU - Coligação Democrática Unitária | 629    | 2,93 / 100,00   | 1,18  |
|                         | Pessoas–Animais–Natureza             | 484    | 2,25 / 100,00   | 0,74  |
|                         | CHEGA!                               | 327    | 1,52 / 100,00   | Novo  |
|                         | Outros (com menos de 1,00%)          | 975    | 4,55 / 100,00   |       |
| Votos Inválidos         | Votos Inválidos                      | 1 068  | 4,97 / 100,00   | 0,82  |
| Total                   | Total                                | 21 479 | 100,00 / 100,00 |       |
| Eleitorado/Participação | Eleitorado/Participação              | 38 133 | 56,33 / 100,00  | 1,38  |
| Fonte                   | Fonte                                | [ 1 ]  | [ 1 ]           | [ 1 ] |

## Resultados por Freguesia
Os resultados seguintes referem-se aos partidos que obtiveram mais de 1,00% dos votos:
| Freguesia                           | %     | %     | %     | %     | %     | %    | %    | Votantes |
| Freguesia                           | PS    | PSD   | BE    | CDS   | CDU   | PAN  | CH   | Votantes |
| ----------------------------------- | ----- | ----- | ----- | ----- | ----- | ---- | ---- | -------- |
| Adão                                | 25,16 | 47,10 | 4,52  | 8,39  | 3,23  | 1,29 | 1,29 | 155      |
| Aldeia do Bispo                     | 42,86 | 30,00 | 9,29  | 0     | 3,57  | 0,71 | 1,43 | 140      |
| Aldeia Viçosa                       | 42,49 | 35,23 | 7,77  | 3,63  | 4,66  | 2,07 | 0,52 | 193      |
| Alvendre                            | 39,82 | 30,09 | 6,19  | 5,31  | 0,88  | 2,65 | 1,77 | 113      |
| Arrifana                            | 32,30 | 37,80 | 8,59  | 7,56  | 1,03  | 0,34 | 1,72 | 291      |
| Avelãs da Ribeira                   | 39,24 | 30,38 | 10,13 | 3,80  | 2,53  | 2,53 | 3,80 | 79       |
| Avelãs de Ambom e Rocamondo         | 52,00 | 25,00 | 9,00  | 5,00  | 4,00  | 0    | 0    | 100      |
| Benespera                           | 53,97 | 25,40 | 2,38  | 1,59  | 2,38  | 1,59 | 2,38 | 126      |
| Casal de Cinza                      | 30,91 | 40,73 | 5,45  | 7,27  | 2,18  | 2,91 | 0,73 | 275      |
| Castanheira                         | 26,60 | 54,26 | 4,26  | 3,72  | 0     | 0,53 | 1,06 | 188      |
| Cavadoude                           | 52,26 | 23,23 | 10,32 | 2,58  | 1,29  | 0    | 0    | 155      |
| Codesseiro                          | 30,91 | 37,27 | 11,82 | 4,55  | 1,82  | 0,91 | 2,73 | 110      |
| Corujeira e Trinta                  | 39,37 | 27,53 | 12,89 | 5,23  | 1,74  | 1,39 | 1,39 | 287      |
| Faia                                | 40,38 | 34,62 | 4,81  | 7,69  | 1,92  | 0,96 | 0    | 104      |
| Famalicão                           | 47,79 | 27,71 | 9,64  | 4,02  | 2,01  | 0,80 | 0    | 249      |
| Fernão Joanes                       | 58,04 | 21,68 | 9,09  | 6,29  | 0,70  | 0    | 0    | 143      |
| Gonçalo                             | 51,06 | 13,12 | 10,28 | 3,01  | 12,94 | 1,06 | 0,71 | 564      |
| Gonçalo Bocas                       | 39,13 | 26,09 | 9,42  | 5,07  | 4,35  | 1,45 | 2,17 | 138      |
| Guarda                              | 34,07 | 32,51 | 12,10 | 4,56  | 2,74  | 2,68 | 1,79 | 13 280   |
| Jarmelo (São Miguel)                | 35,71 | 39,29 | 8,67  | 5,10  | 1,02  | 1,02 | 0    | 196      |
| Jarmelo (São Pedro)                 | 29,65 | 41,86 | 3,49  | 8,14  | 2,33  | 1,74 | 1,16 | 172      |
| João Antão                          | 40,23 | 45,98 | 3,45  | 1,15  | 1,15  | 1,15 | 1,15 | 87       |
| Maçainhas                           | 43,63 | 24,04 | 11,46 | 4,30  | 4,62  | 2,39 | 1,11 | 628      |
| Marmeleiro                          | 24,55 | 44,55 | 4,55  | 15,45 | 0,45  | 0,45 | 2,27 | 220      |
| Meios                               | 41,84 | 32,65 | 12,24 | 1,02  | 2,04  | 1,02 | 0    | 98       |
| Mizarela, Pero Soares e Vila Soeiro | 57,89 | 16,54 | 8,27  | 1,50  | 3,01  | 0,75 | 1,50 | 133      |
| Panoias de Cima                     | 37,58 | 32,48 | 8,60  | 3,50  | 4,78  | 1,27 | 1,27 | 314      |
| Pega                                | 23,46 | 44,44 | 6,17  | 7,41  | 4,94  | 4,94 | 0    | 81       |
| Pera do Moço                        | 33,74 | 35,76 | 7,88  | 5,05  | 1,82  | 1,62 | 1,62 | 495      |
| Porto da Carne                      | 35,50 | 36,09 | 7,69  | 7,69  | 0     | 3,55 | 0,59 | 169      |
| Pousade e Albardo                   | 39,22 | 31,37 | 7,19  | 6,54  | 1,31  | 1,31 | 1,31 | 153      |
| Ramela                              | 39,32 | 35,04 | 10,26 | 2,56  | 0     | 1,71 | 0,85 | 117      |
| Rochoso e Monte Margarida           | 34,69 | 38,10 | 5,44  | 7,48  | 2,72  | 3,40 | 1,36 | 147      |
| Santana da Azinha                   | 36,93 | 28,41 | 11,36 | 5,11  | 1,14  | 2,84 | 1,14 | 176      |
| Sobral da Serra                     | 32,06 | 43,51 | 8,40  | 4,58  | 3,05  | 0    | 1,53 | 131      |
| Vale de Estrela                     | 44,80 | 27,20 | 10,40 | 6,00  | 2,40  | 2,80 | 1,20 | 250      |
| Valhelhas                           | 45,60 | 18,13 | 14,51 | 4,15  | 2,07  | 2,07 | 0,52 | 193      |
| Vela                                | 38,94 | 23,56 | 11,54 | 7,21  | 4,81  | 0,96 | 0,96 | 208      |
| Videmonte                           | 33,74 | 35,80 | 7,41  | 6,17  | 3,70  | 2,06 | 0,82 | 243      |
| Vila Cortês do Mondego              | 47,41 | 20,74 | 11,11 | 2,96  | 7,41  | 0,74 | 0,74 | 135      |
| Vila Fernando                       | 32,98 | 41,36 | 7,33  | 6,28  | 2,09  | 0,52 | 0,52 | 191      |
| Vila Franca do Deão                 | 48,65 | 36,49 | 0     | 1,35  | 5,41  | 0    | 1,35 | 74       |
| Vila Garcia                         | 34,83 | 35,96 | 8,89  | 2,25  | 0,56  | 4,49 | 1,69 | 178      |
| Guarda                              | 36,14 | 32,12 | 10,77 | 4,76  | 2,93  | 2,25 | 1,52 | 21 479   |

#### Adão
| Partido                 | Partido                              | Votos | %               | +/-  |
| ----------------------- | ------------------------------------ | ----- | --------------- | ---- |
|                         | Partido Social Democrata             | 73    | 47,10 / 100,00  | -    |
|                         | Partido Socialista                   | 39    | 25,16 / 100,00  | 2,43 |
|                         | CDS – Partido Popular                | 13    | 8,39 / 100,00   | -    |
|                         | Bloco de Esquerda                    | 7     | 4,52 / 100,00   | 0,59 |
|                         | CDU - Coligação Democrática Unitária | 5     | 3,23 / 100,00   | 0,96 |
|                         | Pessoas–Animais–Natureza             | 2     | 1,29 / 100,00   | 0,41 |
|                         | CHEGA!                               | 2     | 1,29 / 100,00   | Novo |
|                         | Iniciativa Liberal                   | 2     | 1,29 / 100,00   | Novo |
|                         | Outros (com menos de 1,00%)          | 2     | 1,29 / 100,00   |      |
| Votos Inválidos         | Votos Inválidos                      | 10    | 6,46 / 100,00   | 1,92 |
| Total                   | Total                                | 155   | 100,00 / 100,00 |      |
| Eleitorado/Participação | Eleitorado/Participação              | 307   | 50,49 / 100,00  | 1,58 |

#### Aldeia do Bispo
| Partido                 | Partido                              | Votos | %               | +/-  |
| ----------------------- | ------------------------------------ | ----- | --------------- | ---- |
|                         | Partido Socialista                   | 60    | 42,86 / 100,00  | 3,00 |
|                         | Partido Social Democrata             | 42    | 30,00 / 100,00  | -    |
|                         | Bloco de Esquerda                    | 13    | 9,29 / 100,00   | 1,60 |
|                         | CDU - Coligação Democrática Unitária | 5     | 3,57 / 100,00   | 1,47 |
|                         | CHEGA!                               | 2     | 1,43 / 100,00   | Novo |
|                         | LIVRE                                | 2     | 1,43 / 100,00   | 0,03 |
|                         | Aliança                              | 2     | 1,43 / 100,00   | Novo |
|                         | Outros (com menos de 1,00%)          | 5     | 3,57 / 100,00   |      |
| Votos Inválidos         | Votos Inválidos                      | 9     | 6,43 / 100,00   | 1,97 |
| Total                   | Total                                | 140   | 100,00 / 100,00 |      |
| Eleitorado/Participação | Eleitorado/Participação              | 197   | 71,07 / 100,00  | 1,89 |

#### Aldeia Viçosa
| Partido                 | Partido                              | Votos | %               | +/-  |
| ----------------------- | ------------------------------------ | ----- | --------------- | ---- |
|                         | Partido Socialista                   | 82    | 42,49 / 100,00  | 2,68 |
|                         | Partido Social Democrata             | 68    | 35,23 / 100,00  | -    |
|                         | Bloco de Esquerda                    | 15    | 7,77 / 100,00   | 4,53 |
|                         | CDU - Coligação Democrática Unitária | 9     | 4,66 / 100,00   | 3,67 |
|                         | CDS – Partido Popular                | 7     | 3,63 / 100,00   | -    |
|                         | Pessoas–Animais–Natureza             | 4     | 2,07 / 100,00   | 0,22 |
|                         | Aliança                              | 2     | 1,04 / 100,00   | Novo |
|                         | Outros (com menos de 1,00%)          | 4     | 2,07 / 100,00   |      |
| Votos Inválidos         | Votos Inválidos                      | 2     | 1,04 / 100,00   | 0,82 |
| Total                   | Total                                | 193   | 100,00 / 100,00 |      |
| Eleitorado/Participação | Eleitorado/Participação              | 329   | 58,66 / 100,00  | 1,37 |

#### Alvendre
| Partido                 | Partido                                         | Votos | %               | +/-  |
| ----------------------- | ----------------------------------------------- | ----- | --------------- | ---- |
|                         | Partido Socialista                              | 45    | 39,82 / 100,00  | 5,00 |
|                         | Partido Social Democrata                        | 34    | 30,09 / 100,00  | -    |
|                         | Bloco de Esquerda                               | 7     | 6,19 / 100,00   | 7,20 |
|                         | CDS – Partido Popular                           | 6     | 5,31 / 100,00   | -    |
|                         | Pessoas–Animais–Natureza                        | 3     | 2,65 / 100,00   | 0,92 |
|                         | CHEGA!                                          | 2     | 1,77 / 100,00   | Novo |
|                         | Iniciativa Liberal                              | 2     | 1,77 / 100,00   | Novo |
|                         | Partido Comunista dos Trabalhadores Portugueses | 2     | 1,77 / 100,00   | 1,77 |
|                         | Outros (com menos de 1,00%)                     | 3     | 2,65 / 100,00   |      |
| Votos Inválidos         | Votos Inválidos                                 | 9     | 7,96 / 100,00   | 1,71 |
| Total                   | Total                                           | 113   | 100,00 / 100,00 |      |
| Eleitorado/Participação | Eleitorado/Participação                         | 204   | 55,39 / 100,00  | 5,61 |

#### Arrifana
| Partido                 | Partido                              | Votos | %               | +/-   |
| ----------------------- | ------------------------------------ | ----- | --------------- | ----- |
|                         | Partido Social Democrata             | 110   | 37,80 / 100,00  | -     |
|                         | Partido Socialista                   | 94    | 32,30 / 100,00  | 8,46  |
|                         | Bloco de Esquerda                    | 25    | 8,59 / 100,00   | 0,85  |
|                         | CDS – Partido Popular                | 22    | 7,56 / 100,00   | -     |
|                         | CHEGA!                               | 5     | 1,72 / 100,00   | Novo  |
|                         | Iniciativa Liberal                   | 4     | 1,37 / 100,00   | Novo  |
|                         | LIVRE                                | 4     | 1,37 / 100,00   | 10,09 |
|                         | CDU - Coligação Democrática Unitária | 3     | 1,03 / 100,00   | 0,52  |
|                         | Partido Democrático Republicano      | 3     | 1,03 / 100,00   | 0,21  |
|                         | Outros (com menos de 1,00%)          | 6     | 2,06 / 100,00   |       |
| Votos Inválidos         | Votos Inválidos                      | 15    | 5,16 / 100,00   | 1,75  |
| Total                   | Total                                | 291   | 100,00 / 100,00 |       |
| Eleitorado/Participação | Eleitorado/Participação              | 504   | 57,74 / 100,00  | 6,99  |

#### Avelãs da Ribeira
| Partido                 | Partido                                         | Votos | %               | +/-  |
| ----------------------- | ----------------------------------------------- | ----- | --------------- | ---- |
|                         | Partido Socialista                              | 31    | 39,24 / 100,00  | 1,14 |
|                         | Partido Social Democrata                        | 24    | 30,38 / 100,00  | -    |
|                         | Bloco de Esquerda                               | 8     | 10,13 / 100,00  | 4,36 |
|                         | CDS – Partido Popular                           | 3     | 3,80 / 100,00   | -    |
|                         | CHEGA!                                          | 3     | 3,80 / 100,00   | Novo |
|                         | CDU - Coligação Democrática Unitária            | 2     | 2,53 / 100,00   | 5,16 |
|                         | Pessoas–Animais–Natureza                        | 2     | 2,53 / 100,00   | 1,32 |
|                         | LIVRE                                           | 1     | 1,27 / 100,00   | 1,27 |
|                         | Reagir Incluir Reciclar                         | 1     | 1,27 / 100,00   | Novo |
|                         | Partido Comunista dos Trabalhadores Portugueses | 1     | 1,27 / 100,00   | 0,65 |
|                         | Partido Unido dos Reformados e Pensionistas     | 1     | 1,27 / 100,00   | 1,27 |
|                         | Outros (com menos de 1,00%)                     | 0     | 0,00 / 100,00   |      |
| Votos Inválidos         | Votos Inválidos                                 | 2     | 2,54 / 100,00   | 1,57 |
| Total                   | Total                                           | 79    | 100,00 / 100,00 |      |
| Eleitorado/Participação | Eleitorado/Participação                         | 154   | 51,30 / 100,00  | 6,80 |

#### Avelãs de Ambom e Rocamondo
| Partido                 | Partido                                         | Votos | %               | +/-  |
| ----------------------- | ----------------------------------------------- | ----- | --------------- | ---- |
|                         | Partido Socialista                              | 52    | 52,00 / 100,00  | 5,54 |
|                         | Partido Social Democrata                        | 25    | 25,00 / 100,00  | -    |
|                         | Bloco de Esquerda                               | 9     | 9,00 / 100,00   | 7,16 |
|                         | CDS – Partido Popular                           | 5     | 5,00 / 100,00   | -    |
|                         | CDU - Coligação Democrática Unitária            | 4     | 4,00 / 100,00   | 0,97 |
|                         | LIVRE                                           | 1     | 1,00 / 100,00   | 1,00 |
|                         | Partido Comunista dos Trabalhadores Portugueses | 1     | 1,00 / 100,00   | 0,01 |
|                         | Nós, Cidadãos!                                  | 1     | 1,00 / 100,00   | 1,00 |
|                         | Outros (com menos de 1,00%)                     | 0     | 0,00 / 100,00   |      |
| Votos Inválidos         | Votos Inválidos                                 | 2     | 2,00 / 100,00   | 5,06 |
| Total                   | Total                                           | 100   | 100,00 / 100,00 |      |
| Eleitorado/Participação | Eleitorado/Participação                         | 149   | 67,11 / 100,00  | 5,62 |

#### Benespera
| Partido                 | Partido                              | Votos | %               | +/-  |
| ----------------------- | ------------------------------------ | ----- | --------------- | ---- |
|                         | Partido Socialista                   | 68    | 53,97 / 100,00  | 9,32 |
|                         | Partido Social Democrata             | 32    | 25,40 / 100,00  | -    |
|                         | Bloco de Esquerda                    | 3     | 2,38 / 100,00   | 3,28 |
|                         | CDU - Coligação Democrática Unitária | 3     | 2,38 / 100,00   | 1,39 |
|                         | CHEGA!                               | 3     | 2,38 / 100,00   | Novo |
|                         | CDS – Partido Popular                | 2     | 1,59 / 100,00   | -    |
|                         | Pessoas–Animais–Natureza             | 2     | 1,59 / 100,00   | 0,96 |
|                         | Outros (com menos de 1,00%)          | 5     | 3,97 / 100,00   |      |
| Votos Inválidos         | Votos Inválidos                      | 8     | 6,35 / 100,00   | 4,46 |
| Total                   | Total                                | 126   | 100,00 / 100,00 |      |
| Eleitorado/Participação | Eleitorado/Participação              | 315   | 40,00 / 100,00  | 2,51 |

#### Casal de Cinza
| Partido                 | Partido                              | Votos | %               | +/-   |
| ----------------------- | ------------------------------------ | ----- | --------------- | ----- |
|                         | Partido Social Democrata             | 112   | 40,73 / 100,00  | -     |
|                         | Partido Socialista                   | 85    | 30,91 / 100,00  | 10,91 |
|                         | CDS – Partido Popular                | 20    | 7,27 / 100,00   | -     |
|                         | Bloco de Esquerda                    | 15    | 5,45 / 100,00   | 2,17  |
|                         | Pessoas–Animais–Natureza             | 8     | 2,91 / 100,00   | 2,59  |
|                         | CDU - Coligação Democrática Unitária | 6     | 2,18 / 100,00   | 0,28  |
|                         | LIVRE                                | 4     | 1,45 / 100,00   | 1,13  |
|                         | Outros (com menos de 1,00%)          | 7     | 2,54 / 100,00   |       |
| Votos Inválidos         | Votos Inválidos                      | 18    | 6,54 / 100,00   | 1,39  |
| Total                   | Total                                | 275   | 100,00 / 100,00 |       |
| Eleitorado/Participação | Eleitorado/Participação              | 490   | 56,12 / 100,00  | 0,03  |

#### Castanheira
| Partido                 | Partido                       | Votos | %               | +/-  |
| ----------------------- | ----------------------------- | ----- | --------------- | ---- |
|                         | Partido Social Democrata      | 102   | 54,26 / 100,00  | -    |
|                         | Partido Socialista            | 50    | 26,60 / 100,00  | 0,28 |
|                         | Bloco de Esquerda             | 8     | 4,26 / 100,00   | 2,76 |
|                         | CDS – Partido Popular         | 7     | 3,72 / 100,00   | -    |
|                         | CHEGA!                        | 2     | 1,06 / 100,00   | Novo |
|                         | Partido Trabalhista Português | 2     | 1,06 / 100,00   | -    |
|                         | Outros (com menos de 1,00%)   | 6     | 3,20 / 100,00   |      |
| Votos Inválidos         | Votos Inválidos               | 11    | 5,86 / 100,00   | 1,91 |
| Total                   | Total                         | 188   | 100,00 / 100,00 |      |
| Eleitorado/Participação | Eleitorado/Participação       | 373   | 50,40 / 100,00  | 2,13 |

#### Cavadoude
| Partido                 | Partido                              | Votos | %               | +/-  |
| ----------------------- | ------------------------------------ | ----- | --------------- | ---- |
|                         | Partido Socialista                   | 81    | 52,26 / 100,00  | 9,48 |
|                         | Partido Social Democrata             | 36    | 23,23 / 100,00  | -    |
|                         | Bloco de Esquerda                    | 16    | 10,32 / 100,00  | 1,90 |
|                         | CDS – Partido Popular                | 4     | 2,58 / 100,00   | -    |
|                         | Reagir Incluir Reciclar              | 4     | 2,58 / 100,00   | Novo |
|                         | CDU - Coligação Democrática Unitária | 2     | 1,29 / 100,00   | 2,04 |
|                         | LIVRE                                | 2     | 1,29 / 100,00   | 1,29 |
|                         | Outros (com menos de 1,00%)          | 3     | 1,94 / 100,00   |      |
| Votos Inválidos         | Votos Inválidos                      | 7     | 4,52 / 100,00   | 0,63 |
| Total                   | Total                                | 155   | 100,00 / 100,00 |      |
| Eleitorado/Participação | Eleitorado/Participação              | 271   | 57,20 / 100,00  | 6,40 |

#### Codesseiro
| Partido                 | Partido                              | Votos | %               | +/-  |
| ----------------------- | ------------------------------------ | ----- | --------------- | ---- |
|                         | Partido Social Democrata             | 41    | 37,27 / 100,00  | -    |
|                         | Partido Socialista                   | 34    | 30,91 / 100,00  | 3,88 |
|                         | Bloco de Esquerda                    | 13    | 11,82 / 100,00  | 1,01 |
|                         | CDS – Partido Popular                | 5     | 4,55 / 100,00   | -    |
|                         | CHEGA!                               | 3     | 2,73 / 100,00   | Novo |
|                         | CDU - Coligação Democrática Unitária | 2     | 1,82 / 100,00   | 0,02 |
|                         | Outros (com menos de 1,00%)          | 6     | 5,45 / 100,00   |      |
| Votos Inválidos         | Votos Inválidos                      | 6     | 5,45 / 100,00   | 4,55 |
| Total                   | Total                                | 110   | 100,00 / 100,00 |      |
| Eleitorado/Participação | Eleitorado/Participação              | 220   | 50,00 / 100,00  | 1,10 |

#### Corujeira e Trinta
| Partido                 | Partido                              | Votos | %               | +/-  |
| ----------------------- | ------------------------------------ | ----- | --------------- | ---- |
|                         | Partido Socialista                   | 113   | 39,37 / 100,00  | 2,10 |
|                         | Partido Social Democrata             | 79    | 27,53 / 100,00  | -    |
|                         | Bloco de Esquerda                    | 37    | 12,89 / 100,00  | 5,31 |
|                         | CDS – Partido Popular                | 15    | 5,23 / 100,00   | -    |
|                         | Reagir Incluir Reciclar              | 9     | 3,14 / 100,00   | Novo |
|                         | CDU - Coligação Democrática Unitária | 5     | 1,74 / 100,00   | 3,41 |
|                         | Pessoas–Animais–Natureza             | 4     | 1,39 / 100,00   | 0,73 |
|                         | CHEGA!                               | 4     | 1,39 / 100,00   | Novo |
|                         | Outros (com menos de 1,00%)          | 5     | 1,75 / 100,00   |      |
| Votos Inválidos         | Votos Inválidos                      | 16    | 5,58 / 100,00   | 1,03 |
| Total                   | Total                                | 287   | 100,00 / 100,00 |      |
| Eleitorado/Participação | Eleitorado/Participação              | 541   | 53,05 / 100,00  | 1,49 |

#### Faia
| Partido                 | Partido                              | Votos | %               | +/-  |
| ----------------------- | ------------------------------------ | ----- | --------------- | ---- |
|                         | Partido Socialista                   | 42    | 40,38 / 100,00  | 3,09 |
|                         | Partido Social Democrata             | 36    | 34,62 / 100,00  | -    |
|                         | CDS – Partido Popular                | 8     | 7,69 / 100,00   | -    |
|                         | Bloco de Esquerda                    | 5     | 4,81 / 100,00   | 0,57 |
|                         | CDU - Coligação Democrática Unitária | 2     | 1,92 / 100,00   | 0,62 |
|                         | Outros (com menos de 1,00%)          | 4     | 3,84 / 100,00   |      |
| Votos Inválidos         | Votos Inválidos                      | 7     | 6,73 / 100,00   | 2,50 |
| Total                   | Total                                | 104   | 100,00 / 100,00 |      |
| Eleitorado/Participação | Eleitorado/Participação              | 178   | 58,43 / 100,00  | 1,17 |

#### Famalicão
| Partido                 | Partido                                         | Votos | %               | +/-  |
| ----------------------- | ----------------------------------------------- | ----- | --------------- | ---- |
|                         | Partido Socialista                              | 119   | 47,79 / 100,00  | 9,19 |
|                         | Partido Social Democrata                        | 69    | 27,71 / 100,00  | -    |
|                         | Bloco de Esquerda                               | 24    | 9,64 / 100,00   | 1,59 |
|                         | CDS – Partido Popular                           | 10    | 4,02 / 100,00   | -    |
|                         | CDU - Coligação Democrática Unitária            | 5     | 2,01 / 100,00   | 3,60 |
|                         | Partido Comunista dos Trabalhadores Portugueses | 3     | 1,20 / 100,00   | 0,20 |
|                         | Outros (com menos de 1,00%)                     | 8     | 3,21 / 100,00   |      |
| Votos Inválidos         | Votos Inválidos                                 | 11    | 4,42 / 100,00   | 0,14 |
| Total                   | Total                                           | 249   | 100,00 / 100,00 |      |
| Eleitorado/Participação | Eleitorado/Participação                         | 501   | 49,70 / 100,00  | 0,90 |

#### Fernão Joanes
| Partido                 | Partido                     | Votos | %               | +/-   |
| ----------------------- | --------------------------- | ----- | --------------- | ----- |
|                         | Partido Socialista          | 83    | 58,04 / 100,00  | 0,20  |
|                         | Partido Social Democrata    | 31    | 21,68 / 100,00  | -     |
|                         | Bloco de Esquerda           | 13    | 9,09 / 100,00   | 5,66  |
|                         | CDS – Partido Popular       | 9     | 6,29 / 100,00   | -     |
|                         | Reagir Incluir Reciclar     | 2     | 1,40 / 100,00   | Novo  |
|                         | Outros (com menos de 1,00%) | 2     | 1,40 / 100,00   |       |
| Votos Inválidos         | Votos Inválidos             | 3     | 2,10 / 100,00   | 3,29  |
| Total                   | Total                       | 143   | 100,00 / 100,00 |       |
| Eleitorado/Participação | Eleitorado/Participação     | 282   | 50,71 / 100,00  | 11,87 |

#### Gonçalo
| Partido                 | Partido                              | Votos | %               | +/-  |
| ----------------------- | ------------------------------------ | ----- | --------------- | ---- |
|                         | Partido Socialista                   | 288   | 51,06 / 100,00  | 4,42 |
|                         | Partido Social Democrata             | 74    | 13,12 / 100,00  | -    |
|                         | CDU - Coligação Democrática Unitária | 73    | 12,94 / 100,00  | 3,02 |
|                         | Bloco de Esquerda                    | 58    | 10,28 / 100,00  | 1,20 |
|                         | CDS – Partido Popular                | 17    | 3,01 / 100,00   | -    |
|                         | Pessoas–Animais–Natureza             | 6     | 1,06 / 100,00   | 0,04 |
|                         | Outros (com menos de 1,00%)          | 26    | 4,61 / 100,00   |      |
| Votos Inválidos         | Votos Inválidos                      | 22    | 3,90 / 100,00   | 1,71 |
| Total                   | Total                                | 564   | 100,00 / 100,00 |      |
| Eleitorado/Participação | Eleitorado/Participação              | 1 052 | 53,61 / 100,00  | 2,05 |

#### Gonçalo Bocas
| Partido                 | Partido                              | Votos | %               | +/-   |
| ----------------------- | ------------------------------------ | ----- | --------------- | ----- |
|                         | Partido Socialista                   | 54    | 39,13 / 100,00  | 17,21 |
|                         | Partido Social Democrata             | 36    | 26,09 / 100,00  | -     |
|                         | Bloco de Esquerda                    | 13    | 9,42 / 100,00   | 0,85  |
|                         | CDS – Partido Popular                | 7     | 5,07 / 100,00   | -     |
|                         | CDU - Coligação Democrática Unitária | 6     | 4,35 / 100,00   | 1,13  |
|                         | CHEGA!                               | 3     | 2,17 / 100,00   | Novo  |
|                         | Pessoas–Animais–Natureza             | 2     | 1,45 / 100,00   | 2,66  |
|                         | Aliança                              | 2     | 1,45 / 100,00   | Novo  |
|                         | Partido Nacional Renovador           | 2     | 1,45 / 100,00   | 0,08  |
|                         | Outros (com menos de 1,00%)          | 2     | 1,45 / 100,00   |       |
| Votos Inválidos         | Votos Inválidos                      | 11    | 7,97 / 100,00   | 3,18  |
| Total                   | Total                                | 138   | 100,00 / 100,00 |       |
| Eleitorado/Participação | Eleitorado/Participação              | 215   | 64,19 / 100,00  | 0,15  |

#### Guarda
| Partido                 | Partido                              | Votos  | %               | +/-  |
| ----------------------- | ------------------------------------ | ------ | --------------- | ---- |
|                         | Partido Socialista                   | 4 524  | 34,07 / 100,00  | 0,75 |
|                         | Partido Social Democrata             | 4 317  | 32,51 / 100,00  | -    |
|                         | Bloco de Esquerda                    | 1 607  | 12,10 / 100,00  | 0,69 |
|                         | CDS – Partido Popular                | 605    | 4,56 / 100,00   | -    |
|                         | CDU - Coligação Democrática Unitária | 364    | 2,74 / 100,00   | 0,96 |
|                         | Pessoas–Animais–Natureza             | 356    | 2,68 / 100,00   | 1,11 |
|                         | CHEGA!                               | 238    | 1,79 / 100,00   | Novo |
|                         | Iniciativa Liberal                   | 133    | 1,00 / 100,00   | Novo |
|                         | Outros (com menos de 1,00%)          | 497    | 3,77 / 100,00   |      |
| Votos Inválidos         | Votos Inválidos                      | 639    | 4,81 / 100,00   | 0,83 |
| Total                   | Total                                | 13 280 | 100,00 / 100,00 |      |
| Eleitorado/Participação | Eleitorado/Participação              | 23 299 | 57,00 / 100,00  | 1,20 |

#### Jarmelo (São Miguel)
| Partido                 | Partido                              | Votos | %               | +/-  |
| ----------------------- | ------------------------------------ | ----- | --------------- | ---- |
|                         | Partido Social Democrata             | 77    | 39,29 / 100,00  | -    |
|                         | Partido Socialista                   | 70    | 35,71 / 100,00  | 6,90 |
|                         | Bloco de Esquerda                    | 17    | 8,67 / 100,00   | 3,73 |
|                         | CDS – Partido Popular                | 10    | 5,10 / 100,00   | -    |
|                         | Reagir Incluir Reciclar              | 4     | 2,04 / 100,00   | Novo |
|                         | CDU - Coligação Democrática Unitária | 2     | 1,02 / 100,00   | 2,68 |
|                         | Pessoas–Animais–Natureza             | 2     | 1,02 / 100,00   | 3,10 |
|                         | Outros (com menos de 1,00%)          | 5     | 2,55 / 100,00   |      |
| Votos Inválidos         | Votos Inválidos                      | 9     | 4,59 / 100,00   | 0,35 |
| Total                   | Total                                | 196   | 100,00 / 100,00 |      |
| Eleitorado/Participação | Eleitorado/Participação              | 285   | 68,77 / 100,00  | 3,77 |

#### Jarmelo (São Pedro)
| Partido                 | Partido                              | Votos | %               | +/-   |
| ----------------------- | ------------------------------------ | ----- | --------------- | ----- |
|                         | Partido Social Democrata             | 72    | 41,86 / 100,00  | -     |
|                         | Partido Socialista                   | 51    | 29,65 / 100,00  | 10,53 |
|                         | CDS – Partido Popular                | 14    | 8,14 / 100,00   | -     |
|                         | Bloco de Esquerda                    | 6     | 3,49 / 100,00   | 3,37  |
|                         | CDU - Coligação Democrática Unitária | 4     | 2,33 / 100,00   | 3,55  |
|                         | Pessoas–Animais–Natureza             | 3     | 1,74 / 100,00   | 0,22  |
|                         | CHEGA!                               | 2     | 1,16 / 100,00   | Novo  |
|                         | Aliança                              | 2     | 1,16 / 100,00   | Novo  |
|                         | Reagir Incluir Reciclar              | 2     | 1,16 / 100,00   | Novo  |
|                         | Outros (com menos de 1,00%)          | 6     | 3,49 / 100,00   |       |
| Votos Inválidos         | Votos Inválidos                      | 10    | 5,82 / 100,00   | 2,02  |
| Total                   | Total                                | 172   | 100,00 / 100,00 |       |
| Eleitorado/Participação | Eleitorado/Participação              | 286   | 60,14 / 100,00  | 3,02  |

#### João Antão
| Partido                 | Partido                              | Votos | %               | +/-  |
| ----------------------- | ------------------------------------ | ----- | --------------- | ---- |
|                         | Partido Social Democrata             | 40    | 45,98 / 100,00  | -    |
|                         | Partido Socialista                   | 35    | 40,23 / 100,00  | 1,14 |
|                         | Bloco de Esquerda                    | 3     | 3,45 / 100,00   | 2,00 |
|                         | CDU - Coligação Democrática Unitária | 1     | 1,15 / 100,00   | 0,24 |
|                         | CDS – Partido Popular                | 1     | 1,15 / 100,00   | -    |
|                         | Pessoas–Animais–Natureza             | 1     | 1,15 / 100,00   | 1,58 |
|                         | CHEGA!                               | 1     | 1,15 / 100,00   | Novo |
|                         | Reagir Incluir Reciclar              | 1     | 1,15 / 100,00   | Novo |
|                         | Nós, Cidadãos!                       | 1     | 1,15 / 100,00   | 1,15 |
|                         | Outros (com menos de 1,00%)          | 0     | 0,00 / 100,00   |      |
| Votos Inválidos         | Votos Inválidos                      | 3     | 3,45 / 100,00   | 0,19 |
| Total                   | Total                                | 87    | 100,00 / 100,00 |      |
| Eleitorado/Participação | Eleitorado/Participação              | 134   | 64,93 / 100,00  | 0,55 |

#### Maçainhas
| Partido                 | Partido                              | Votos | %               | +/-  |
| ----------------------- | ------------------------------------ | ----- | --------------- | ---- |
|                         | Partido Socialista                   | 274   | 43,63 / 100,00  | 5,80 |
|                         | Partido Social Democrata             | 151   | 24,04 / 100,00  | -    |
|                         | Bloco de Esquerda                    | 72    | 11,46 / 100,00  | 1,46 |
|                         | CDU - Coligação Democrática Unitária | 29    | 4,62 / 100,00   | 1,32 |
|                         | CDS – Partido Popular                | 27    | 4,30 / 100,00   | -    |
|                         | Pessoas–Animais–Natureza             | 15    | 2,39 / 100,00   | 1,52 |
|                         | Reagir Incluir Reciclar              | 8     | 1,27 / 100,00   | Novo |
|                         | CHEGA!                               | 7     | 1,11 / 100,00   | Novo |
|                         | LIVRE                                | 7     | 1,11 / 100,00   | 0,97 |
|                         | Outros (com menos de 1,00%)          | 12    | 1,91 / 100,00   |      |
| Votos Inválidos         | Votos Inválidos                      | 26    | 4,14 / 100,00   | 0,08 |
| Total                   | Total                                | 628   | 100,00 / 100,00 |      |
| Eleitorado/Participação | Eleitorado/Participação              | 987   | 63,63 / 100,00  | 0,86 |

#### Marmeleiro
| Partido                 | Partido                     | Votos | %               | +/-  |
| ----------------------- | --------------------------- | ----- | --------------- | ---- |
|                         | Partido Social Democrata    | 98    | 44,55 / 100,00  | -    |
|                         | Partido Socialista          | 54    | 24,55 / 100,00  | 0,14 |
|                         | CDS – Partido Popular       | 34    | 15,45 / 100,00  | -    |
|                         | Bloco de Esquerda           | 10    | 4,55 / 100,00   | 0,37 |
|                         | CHEGA!                      | 5     | 2,27 / 100,00   | Novo |
|                         | Outros (com menos de 1,00%) | 13    | 5,91 / 100,00   |      |
| Votos Inválidos         | Votos Inválidos             | 6     | 2,73 / 100,00   | 1,87 |
| Total                   | Total                       | 220   | 100,00 / 100,00 |      |
| Eleitorado/Participação | Eleitorado/Participação     | 435   | 50,57 / 100,00  | 3,98 |

#### Meios
| Partido                 | Partido                              | Votos | %               | +/-   |
| ----------------------- | ------------------------------------ | ----- | --------------- | ----- |
|                         | Partido Socialista                   | 41    | 41,84 / 100,00  | 1,02  |
|                         | Partido Social Democrata             | 32    | 32,65 / 100,00  | -     |
|                         | Bloco de Esquerda                    | 12    | 12,24 / 100,00  | 10,20 |
|                         | CDU - Coligação Democrática Unitária | 2     | 2,04 / 100,00   | 2,04  |
|                         | Reagir Incluir Reciclar              | 2     | 2,04 / 100,00   | Novo  |
|                         | CDS – Partido Popular                | 1     | 1,02 / 100,00   | -     |
|                         | Pessoas–Animais–Natureza             | 1     | 1,02 / 100,00   | 2,04  |
|                         | Iniciativa Liberal                   | 1     | 1,02 / 100,00   | Novo  |
|                         | Outros (com menos de 1,00%)          | 0     | 0,00 / 100,00   |       |
| Votos Inválidos         | Votos Inválidos                      | 6     | 6,12 / 100,00   | 4,08  |
| Total                   | Total                                | 98    | 100,00 / 100,00 |       |
| Eleitorado/Participação | Eleitorado/Participação              | 179   | 54,75 / 100,00  | 5,50  |

#### Mizarela, Pero Soares e Vila Soeiro
| Partido                 | Partido                                     | Votos | %               | +/-  |
| ----------------------- | ------------------------------------------- | ----- | --------------- | ---- |
|                         | Partido Socialista                          | 77    | 57,89 / 100,00  | 5,09 |
|                         | Partido Social Democrata                    | 22    | 16,54 / 100,00  | -    |
|                         | Bloco de Esquerda                           | 11    | 8,27 / 100,00   | 0,43 |
|                         | CDU - Coligação Democrática Unitária        | 4     | 3,01 / 100,00   | 0,72 |
|                         | Partido Unido dos Reformados e Pensionistas | 3     | 2,26 / 100,00   | 1,64 |
|                         | CDS – Partido Popular                       | 2     | 1,50 / 100,00   | -    |
|                         | CHEGA!                                      | 2     | 1,50 / 100,00   | Novo |
|                         | LIVRE                                       | 2     | 1,50 / 100,00   | 0,88 |
|                         | Outros (com menos de 1,00%)                 | 5     | 3,76 / 100,00   |      |
| Votos Inválidos         | Votos Inválidos                             | 5     | 3,76 / 100,00   | 1,83 |
| Total                   | Total                                       | 133   | 100,00 / 100,00 |      |
| Eleitorado/Participação | Eleitorado/Participação                     | 239   | 55,65 / 100,00  | 0,13 |

#### Panoias de Cima
| Partido                 | Partido                              | Votos | %               | +/-  |
| ----------------------- | ------------------------------------ | ----- | --------------- | ---- |
|                         | Partido Socialista                   | 118   | 37,58 / 100,00  | 4,16 |
|                         | Partido Social Democrata             | 102   | 32,48 / 100,00  | -    |
|                         | Bloco de Esquerda                    | 27    | 8,60 / 100,00   | 0,93 |
|                         | CDU - Coligação Democrática Unitária | 15    | 4,78 / 100,00   | 0,70 |
|                         | CDS – Partido Popular                | 11    | 3,50 / 100,00   | -    |
|                         | Pessoas–Animais–Natureza             | 4     | 1,27 / 100,00   | 0,10 |
|                         | CHEGA!                               | 4     | 1,27 / 100,00   | Novo |
|                         | Outros (com menos de 1,00%)          | 16    | 5,09 / 100,00   |      |
| Votos Inválidos         | Votos Inválidos                      | 17    | 5,41 / 100,00   | 0,90 |
| Total                   | Total                                | 314   | 100,00 / 100,00 |      |
| Eleitorado/Participação | Eleitorado/Participação              | 581   | 54,04 / 100,00  | 6,89 |

#### Pega
| Partido                 | Partido                                         | Votos | %               | +/-  |
| ----------------------- | ----------------------------------------------- | ----- | --------------- | ---- |
|                         | Partido Social Democrata                        | 36    | 44,44 / 100,00  | -    |
|                         | Partido Socialista                              | 19    | 23,46 / 100,00  | 4,96 |
|                         | CDS – Partido Popular                           | 6     | 7,41 / 100,00   | -    |
|                         | Bloco de Esquerda                               | 5     | 6,17 / 100,00   | 0,15 |
|                         | CDU - Coligação Democrática Unitária            | 4     | 4,94 / 100,00   | 3,89 |
|                         | Pessoas–Animais–Natureza                        | 4     | 4,94 / 100,00   | 4,94 |
|                         | Reagir Incluir Reciclar                         | 1     | 1,23 / 100,00   | Novo |
|                         | Partido Comunista dos Trabalhadores Portugueses | 1     | 1,23 / 100,00   | 0,18 |
|                         | Partido Nacional Renovador                      | 1     | 1,23 / 100,00   | 1,23 |
|                         | Partido Trabalhista Português                   | 1     | 1,23 / 100,00   | -    |
|                         | Outros (com menos de 1,00%)                     | 0     | 0,00 / 100,00   |      |
| Votos Inválidos         | Votos Inválidos                                 | 3     | 3,70 / 100,00   | 2,62 |
| Total                   | Total                                           | 81    | 100,00 / 100,00 |      |
| Eleitorado/Participação | Eleitorado/Participação                         | 218   | 37,16 / 100,00  | 2,99 |

#### Pera do Moço
| Partido                 | Partido                              | Votos | %               | +/-  |
| ----------------------- | ------------------------------------ | ----- | --------------- | ---- |
|                         | Partido Social Democrata             | 177   | 35,76 / 100,00  | -    |
|                         | Partido Socialista                   | 167   | 33,74 / 100,00  | 7,77 |
|                         | Bloco de Esquerda                    | 39    | 7,88 / 100,00   | 2,97 |
|                         | CDS – Partido Popular                | 25    | 5,05 / 100,00   | -    |
|                         | CDU - Coligação Democrática Unitária | 9     | 1,82 / 100,00   | 0,51 |
|                         | Pessoas–Animais–Natureza             | 8     | 1,62 / 100,00   | 0,26 |
|                         | CHEGA!                               | 8     | 1,62 / 100,00   | Novo |
|                         | Aliança                              | 5     | 1,01 / 100,00   | Novo |
|                         | Outros (com menos de 1,00%)          | 21    | 4,24 / 100,00   |      |
| Votos Inválidos         | Votos Inválidos                      | 36    | 7,27 / 100,00   | 1,26 |
| Total                   | Total                                | 495   | 100,00 / 100,00 |      |
| Eleitorado/Participação | Eleitorado/Participação              | 781   | 63,38 / 100,00  | 0,32 |

#### Porto da Carne
| Partido                 | Partido                     | Votos | %               | +/-  |
| ----------------------- | --------------------------- | ----- | --------------- | ---- |
|                         | Partido Social Democrata    | 61    | 36,09 / 100,00  | -    |
|                         | Partido Socialista          | 60    | 35,50 / 100,00  | 9,66 |
|                         | Bloco de Esquerda           | 13    | 7,69 / 100,00   | 0,44 |
|                         | CDS – Partido Popular       | 13    | 7,69 / 100,00   | -    |
|                         | Pessoas–Animais–Natureza    | 6     | 3,55 / 100,00   | 0,68 |
|                         | Reagir Incluir Reciclar     | 3     | 1,78 / 100,00   | Novo |
|                         | Outros (com menos de 1,00%) | 4     | 2,36 / 100,00   |      |
| Votos Inválidos         | Votos Inválidos             | 9     | 5,32 / 100,00   | 1,50 |
| Total                   | Total                       | 169   | 100,00 / 100,00 |      |
| Eleitorado/Participação | Eleitorado/Participação     | 288   | 58,68 / 100,00  | 6,03 |

#### Pousade e Albardo
| Partido                 | Partido                              | Votos | %               | +/-  |
| ----------------------- | ------------------------------------ | ----- | --------------- | ---- |
|                         | Partido Socialista                   | 60    | 39,22 / 100,00  | 9,11 |
|                         | Partido Social Democrata             | 48    | 31,37 / 100,00  | -    |
|                         | Bloco de Esquerda                    | 11    | 7,19 / 100,00   | 0,20 |
|                         | CDS – Partido Popular                | 10    | 6,54 / 100,00   | -    |
|                         | Partido Nacional Renovador           | 3     | 1,96 / 100,00   | 1,96 |
|                         | CDU - Coligação Democrática Unitária | 2     | 1,31 / 100,00   | 1,38 |
|                         | Pessoas–Animais–Natureza             | 2     | 1,31 / 100,00   | 1,38 |
|                         | CHEGA!                               | 2     | 1,31 / 100,00   | Novo |
|                         | Aliança                              | 2     | 1,31 / 100,00   | Novo |
|                         | Nós, Cidadãos!                       | 2     | 1,31 / 100,00   | 1,31 |
|                         | Outros (com menos de 1,00%)          | 2     | 1,31 / 100,00   |      |
| Votos Inválidos         | Votos Inválidos                      | 9     | 5,88 / 100,00   | 0,50 |
| Total                   | Total                                | 153   | 100,00 / 100,00 |      |
| Eleitorado/Participação | Eleitorado/Participação              | 275   | 55,64 / 100,00  | 0,55 |

#### Ramela
| Partido                 | Partido                                         | Votos | %               | +/-  |
| ----------------------- | ----------------------------------------------- | ----- | --------------- | ---- |
|                         | Partido Socialista                              | 46    | 39,32 / 100,00  | 9,07 |
|                         | Partido Social Democrata                        | 41    | 35,04 / 100,00  | -    |
|                         | Bloco de Esquerda                               | 12    | 10,26 / 100,00  | 3,54 |
|                         | CDS – Partido Popular                           | 3     | 2,56 / 100,00   | -    |
|                         | LIVRE                                           | 3     | 2,56 / 100,00   | 2,56 |
|                         | Pessoas–Animais–Natureza                        | 2     | 1,71 / 100,00   | 0,81 |
|                         | Aliança                                         | 2     | 1,71 / 100,00   | Novo |
|                         | Partido Comunista dos Trabalhadores Portugueses | 2     | 1,71 / 100,00   | 1,71 |
|                         | Outros (com menos de 1,00%)                     | 2     | 1,71 / 100,00   |      |
| Votos Inválidos         | Votos Inválidos                                 | 4     | 3,42 / 100,00   | 0,06 |
| Total                   | Total                                           | 117   | 100,00 / 100,00 |      |
| Eleitorado/Participação | Eleitorado/Participação                         | 201   | 58,21 / 100,00  | 3,12 |

#### Rochoso e Monte Margarida
| Partido                 | Partido                              | Votos | %               | +/-   |
| ----------------------- | ------------------------------------ | ----- | --------------- | ----- |
|                         | Partido Social Democrata             | 56    | 38,10 / 100,00  | -     |
|                         | Partido Socialista                   | 51    | 34,69 / 100,00  | 11,34 |
|                         | CDS – Partido Popular                | 11    | 7,48 / 100,00   | -     |
|                         | Bloco de Esquerda                    | 8     | 5,44 / 100,00   | 1,15  |
|                         | Pessoas–Animais–Natureza             | 5     | 3,40 / 100,00   | 2,20  |
|                         | CDU - Coligação Democrática Unitária | 4     | 2,72 / 100,00   | 2,07  |
|                         | CHEGA!                               | 2     | 1,36 / 100,00   | Novo  |
|                         | Outros (com menos de 1,00%)          | 2     | 1,36 / 100,00   |       |
| Votos Inválidos         | Votos Inválidos                      | 8     | 5,44 / 100,00   | 3,04  |
| Total                   | Total                                | 147   | 100,00 / 100,00 |       |
| Eleitorado/Participação | Eleitorado/Participação              | 290   | 50,69 / 100,00  | 0,54  |

#### Santana da Azinha
| Partido                 | Partido                                         | Votos | %               | +/-  |
| ----------------------- | ----------------------------------------------- | ----- | --------------- | ---- |
|                         | Partido Socialista                              | 65    | 36,93 / 100,00  | 3,92 |
|                         | Partido Social Democrata                        | 50    | 28,41 / 100,00  | -    |
|                         | Bloco de Esquerda                               | 20    | 11,36 / 100,00  | 0,29 |
|                         | CDS – Partido Popular                           | 9     | 5,11 / 100,00   | -    |
|                         | Pessoas–Animais–Natureza                        | 5     | 2,84 / 100,00   | 0,41 |
|                         | Reagir Incluir Reciclar                         | 3     | 1,70 / 100,00   | Novo |
|                         | Partido Comunista dos Trabalhadores Portugueses | 3     | 1,70 / 100,00   | 0,73 |
|                         | CDU - Coligação Democrática Unitária            | 2     | 1,14 / 100,00   | 0,80 |
|                         | CHEGA!                                          | 2     | 1,14 / 100,00   | Novo |
|                         | Outros (com menos de 1,00%)                     | 3     | 1,70 / 100,00   |      |
| Votos Inválidos         | Votos Inválidos                                 | 14    | 7,96 / 100,00   | 7,47 |
| Total                   | Total                                           | 176   | 100,00 / 100,00 |      |
| Eleitorado/Participação | Eleitorado/Participação                         | 417   | 42,21 / 100,00  | 3,26 |

#### Sobral da Serra
| Partido                 | Partido                              | Votos | %               | +/-  |
| ----------------------- | ------------------------------------ | ----- | --------------- | ---- |
|                         | Partido Social Democrata             | 57    | 43,51 / 100,00  | -    |
|                         | Partido Socialista                   | 42    | 32,06 / 100,00  | 3,23 |
|                         | Bloco de Esquerda                    | 11    | 8,40 / 100,00   | 1,34 |
|                         | CDS – Partido Popular                | 6     | 4,58 / 100,00   | -    |
|                         | CDU - Coligação Democrática Unitária | 4     | 3,05 / 100,00   | 1,66 |
|                         | CHEGA!                               | 2     | 1,53 / 100,00   | Novo |
|                         | Outros (com menos de 1,00%)          | 5     | 3,81 / 100,00   |      |
| Votos Inválidos         | Votos Inválidos                      | 4     | 3,05 / 100,00   | 0,70 |
| Total                   | Total                                | 131   | 100,00 / 100,00 |      |
| Eleitorado/Participação | Eleitorado/Participação              | 237   | 55,27 / 100,00  | 8,88 |

#### Vale de Estrela
| Partido                 | Partido                              | Votos | %               | +/-  |
| ----------------------- | ------------------------------------ | ----- | --------------- | ---- |
|                         | Partido Socialista                   | 112   | 44,80 / 100,00  | 1,39 |
|                         | Partido Social Democrata             | 68    | 27,20 / 100,00  | -    |
|                         | Bloco de Esquerda                    | 26    | 10,40 / 100,00  | 1,10 |
|                         | CDS – Partido Popular                | 15    | 6,00 / 100,00   | -    |
|                         | Pessoas–Animais–Natureza             | 7     | 2,80 / 100,00   | 2,41 |
|                         | CDU - Coligação Democrática Unitária | 6     | 2,40 / 100,00   | 0,46 |
|                         | CHEGA!                               | 3     | 1,20 / 100,00   | Novo |
|                         | Outros (com menos de 1,00%)          | 6     | 2,40 / 100,00   |      |
| Votos Inválidos         | Votos Inválidos                      | 7     | 2,80 / 100,00   | 0,69 |
| Total                   | Total                                | 250   | 100,00 / 100,00 |      |
| Eleitorado/Participação | Eleitorado/Participação              | 379   | 65,96 / 100,00  | 1,94 |

#### Valhelhas
| Partido                 | Partido                              | Votos | %               | +/-  |
| ----------------------- | ------------------------------------ | ----- | --------------- | ---- |
|                         | Partido Socialista                   | 88    | 45,60 / 100,00  | 4,97 |
|                         | Partido Social Democrata             | 35    | 18,13 / 100,00  | -    |
|                         | Bloco de Esquerda                    | 28    | 14,51 / 100,00  | 1,12 |
|                         | CDS – Partido Popular                | 8     | 4,15 / 100,00   | -    |
|                         | CDU - Coligação Democrática Unitária | 4     | 2,07 / 100,00   | 6,41 |
|                         | Pessoas–Animais–Natureza             | 4     | 2,07 / 100,00   | 0,16 |
|                         | Partido Nacional Renovador           | 2     | 1,04 / 100,00   | 0,15 |
|                         | Partido Democrático Republicano      | 2     | 1,04 / 100,00   | 1,19 |
|                         | Outros (com menos de 1,00%)          | 6     | 3,11 / 100,00   |      |
| Votos Inválidos         | Votos Inválidos                      | 16    | 8,30 / 100,00   | 5,17 |
| Total                   | Total                                | 193   | 100,00 / 100,00 |      |
| Eleitorado/Participação | Eleitorado/Participação              | 364   | 53,02 / 100,00  | 1,17 |

#### Vela
| Partido                 | Partido                                         | Votos | %               | +/-  |
| ----------------------- | ----------------------------------------------- | ----- | --------------- | ---- |
|                         | Partido Socialista                              | 81    | 38,94 / 100,00  | 3,29 |
|                         | Partido Social Democrata                        | 49    | 23,56 / 100,00  | -    |
|                         | Bloco de Esquerda                               | 24    | 11,54 / 100,00  | 2,40 |
|                         | CDS – Partido Popular                           | 15    | 7,21 / 100,00   | -    |
|                         | CDU - Coligação Democrática Unitária            | 10    | 4,81 / 100,00   | 0,43 |
|                         | Aliança                                         | 3     | 1,44 / 100,00   | Novo |
|                         | Reagir Incluir Reciclar                         | 3     | 1,44 / 100,00   | Novo |
|                         | Partido Comunista dos Trabalhadores Portugueses | 3     | 1,44 / 100,00   | 1,04 |
|                         | Outros (com menos de 1,00%)                     | 6     | 2,88 / 100,00   |      |
| Votos Inválidos         | Votos Inválidos                                 | 14    | 6,74 / 100,00   | 3,16 |
| Total                   | Total                                           | 208   | 100,00 / 100,00 |      |
| Eleitorado/Participação | Eleitorado/Participação                         | 374   | 55,61 / 100,00  | 4,87 |

#### Videmonte
| Partido                 | Partido                              | Votos | %               | +/-  |
| ----------------------- | ------------------------------------ | ----- | --------------- | ---- |
|                         | Partido Social Democrata             | 87    | 35,80 / 100,00  | -    |
|                         | Partido Socialista                   | 82    | 33,74 / 100,00  | 4,57 |
|                         | Bloco de Esquerda                    | 18    | 7,41 / 100,00   | 1,27 |
|                         | CDS – Partido Popular                | 15    | 6,17 / 100,00   | -    |
|                         | CDU - Coligação Democrática Unitária | 9     | 3,70 / 100,00   | 3,35 |
|                         | Pessoas–Animais–Natureza             | 5     | 2,06 / 100,00   | 1,02 |
|                         | Reagir Incluir Reciclar              | 3     | 1,23 / 100,00   | Novo |
|                         | Outros (com menos de 1,00%)          | 7     | 2,88 / 100,00   |      |
| Votos Inválidos         | Votos Inválidos                      | 17    | 7,00 / 100,00   | 2,38 |
| Total                   | Total                                | 243   | 100,00 / 100,00 |      |
| Eleitorado/Participação | Eleitorado/Participação              | 413   | 58,84 / 100,00  | 2,83 |

#### Vila Cortês do Mondego
| Partido                 | Partido                              | Votos | %               | +/-  |
| ----------------------- | ------------------------------------ | ----- | --------------- | ---- |
|                         | Partido Socialista                   | 64    | 47,41 / 100,00  | 1,37 |
|                         | Partido Social Democrata             | 28    | 20,74 / 100,00  | -    |
|                         | Bloco de Esquerda                    | 15    | 11,11 / 100,00  | 1,35 |
|                         | CDU - Coligação Democrática Unitária | 10    | 7,41 / 100,00   | 1,74 |
|                         | CDS – Partido Popular                | 4     | 2,96 / 100,00   | -    |
|                         | Outros (com menos de 1,00%)          | 6     | 4,44 / 100,00   |      |
| Votos Inválidos         | Votos Inválidos                      | 8     | 5,92 / 100,00   | 3,48 |
| Total                   | Total                                | 135   | 100,00 / 100,00 |      |
| Eleitorado/Participação | Eleitorado/Participação              | 252   | 53,57 / 100,00  | 4,79 |

#### Vila Fernando
| Partido                 | Partido                                     | Votos | %               | +/-  |
| ----------------------- | ------------------------------------------- | ----- | --------------- | ---- |
|                         | Partido Social Democrata                    | 79    | 41,36 / 100,00  | -    |
|                         | Partido Socialista                          | 63    | 32,98 / 100,00  | 7,77 |
|                         | Bloco de Esquerda                           | 14    | 7,33 / 100,00   | 4,65 |
|                         | CDS – Partido Popular                       | 12    | 6,28 / 100,00   | -    |
|                         | CDU - Coligação Democrática Unitária        | 4     | 2,09 / 100,00   | 0,02 |
|                         | Reagir Incluir Reciclar                     | 4     | 2,09 / 100,00   | Novo |
|                         | Partido Unido dos Reformados e Pensionistas | 2     | 1,05 / 100,00   | 1,05 |
|                         | Outros (com menos de 1,00%)                 | 5     | 2,61 / 100,00   |      |
| Votos Inválidos         | Votos Inválidos                             | 8     | 4,19 / 100,00   | 0,47 |
| Total                   | Total                                       | 191   | 100,00 / 100,00 |      |
| Eleitorado/Participação | Eleitorado/Participação                     | 483   | 39,54 / 100,00  | 4,86 |

#### Vila Franca do Deão
| Partido                 | Partido                              | Votos | %               | +/-  |
| ----------------------- | ------------------------------------ | ----- | --------------- | ---- |
|                         | Partido Socialista                   | 36    | 48,65 / 100,00  | 5,35 |
|                         | Partido Social Democrata             | 27    | 36,49 / 100,00  | -    |
|                         | CDU - Coligação Democrática Unitária | 4     | 5,41 / 100,00   | 0,26 |
|                         | Partido Trabalhista Português        | 2     | 2,70 / 100,00   | -    |
|                         | CDS – Partido Popular                | 1     | 1,35 / 100,00   | -    |
|                         | CHEGA!                               | 1     | 1,35 / 100,00   | Novo |
|                         | Outros (com menos de 1,00%)          | 0     | 0,00 / 100,00   |      |
| Votos Inválidos         | Votos Inválidos                      | 3     | 4,05 / 100,00   | 0,07 |
| Total                   | Total                                | 74    | 100,00 / 100,00 |      |
| Eleitorado/Participação | Eleitorado/Participação              | 149   | 49,66 / 100,00  | 4,53 |

#### Vila Garcia
| Partido                 | Partido                     | Votos | %               | +/-  |
| ----------------------- | --------------------------- | ----- | --------------- | ---- |
|                         | Partido Social Democrata    | 64    | 35,96 / 100,00  | -    |
|                         | Partido Socialista          | 62    | 34,83 / 100,00  | 3,16 |
|                         | Bloco de Esquerda           | 16    | 8,99 / 100,00   | 0,66 |
|                         | Pessoas–Animais–Natureza    | 8     | 4,49 / 100,00   | 2,27 |
|                         | CDS – Partido Popular       | 4     | 2,25 / 100,00   | -    |
|                         | CHEGA!                      | 3     | 1,69 / 100,00   | Novo |
|                         | Outros (com menos de 1,00%) | 3     | 1,69 / 100,00   |      |
| Votos Inválidos         | Votos Inválidos             | 18    | 10,11 / 100,00  | 3,44 |
| Total                   | Total                       | 178   | 100,00 / 100,00 |      |
| Eleitorado/Participação | Eleitorado/Participação     | 305   | 58,36 / 100,00  | 1,24 |